# غاري برايس
غاري برايس (بالإنجليزية: Gary Price)‏ هو لاعب دوري الرغبي أسترالي، ولد في 28 أكتوبر 1969 في ويكفيلد في المملكة المتحدة.